# Tritegeus sculptus
Tritegeus sculptus är en kvalsterart som beskrevs av S. och F. Bernini 1990. Tritegeus sculptus ingår i släktet Tritegeus och familjen Cepheidae. Inga underarter finns listade i Catalogue of Life.